# El Pont de Bar Vell
|  | Per al poble actual vegeu El Pont de Bar |

El Pont de Bar Vell és un nucli de població despoblat del municipi del Pont de Bar, a l'Alt Urgell. La fi de la població d'aquest nucli es remunta als aiguats del 1982 que destruïren l'antic poble de Pont de Bar. El vell nucli, on encara hi queden algunes cases i les restes d'altres, era situat al marge esquerre del Segre, edificat entre el riu i la carretera N-260.

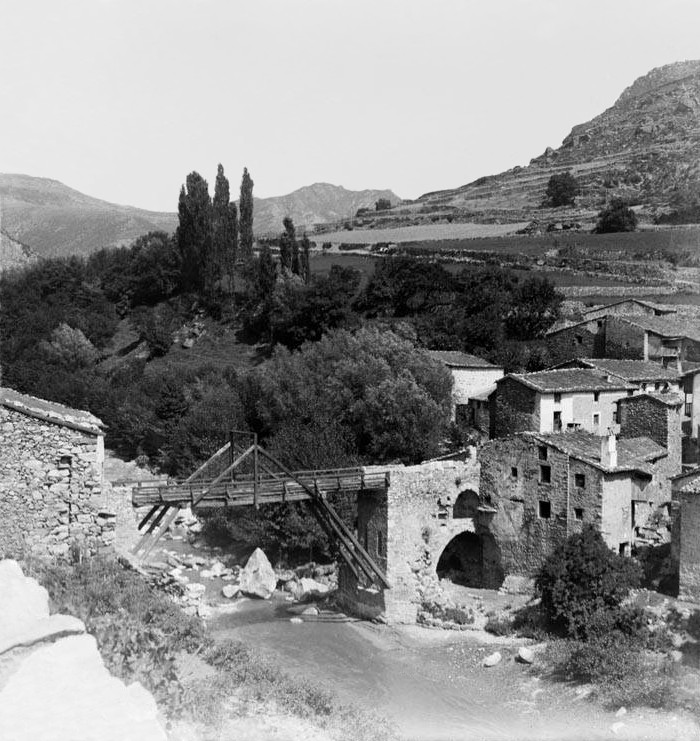
Detall del poble del Pont de Bar, al 1900

En aquell mateix lloc s'hi construí un pont, a l'antic terme de Bar, per part de Sant Ermengol, Bisbe d'Urgell, al segle xi. Aquest pont, que donà nom al poble, fou destruït, com també el poble, durant els aiguats del 1982. La part baixa del poble s'arruïna també aleshores i quedà destruïda la central elèctrica. Les aigües provocaren l'esllavissament de les terres de l'esquerra del Segre, i això, sumat a la força del corrent de l'aiguat, ocasionà aquestes destruccions.
El pont ja havia rebut moltes vicissituds al llarg de la seva història. Construït per Sant Ermengol, que precisament morí inspeccionant el pont de Bar d'on caigué al riu. El pont s'hagué de reconstruir diverses vegades, durant la tercera guerra carlina, i el 1910.
Es conserva la capella de Sant Ermengol, patró del poble, i a la paret de muntanya de la solana hi ha unes feixes molt estretes, tallades d'una manera espectacular en el rost pendent, on abans es conreava la vinya dels Pirineus.
Després dels aiguats el nou Pont de Bar fou construït de nou en un turó a mig quilòmetre de l'antic nucli, exactament a l'indret del Solar del Gripó.